# Estadio Obras Sanitarias

O Estadio Obras Sanitarias (mais conhecido pelas alcunhas Obras e Templo del Rock), inaugurado em junho de 1978, é o estádio do Club Atlético Obras Sanitarias de la Nación, clube fundado em 27 de maio de 1917 por um grupo de trabalhadores da empresa pública Obras Sanitarias de la Nación de Argentina. Está localizado na cidade de Buenos Aires, na Avenida del Libertador nº 7395 e nele realiza-se numerosos eventos esportivos e culturais. Sua capacidade pode chegar a 4.700 espectadores e desde 2006 é conhecido comercialmente por Estadio Pepsi Music, como parte de uma campanha de publicidade da empresa multinacional de bebidas Pepsi, que promove festivais e shows de rock no estabelecimento.
Além de ser a sede oficial do clube esportivo homônimo, o estádio Obras também é considerado o templo do rock argentino. Ali já se apresentaram bandas e cantores internacionais como (em ordem alfabética): 30 Seconds to Mars, Avril Lavigne, B. B. King, Bad Religion, Cypress Hill, Dream Theater, Duran Duran, Helloween, Iggy Pop, Iron Maiden, James Taylor, Jethro Tull, Joe Satriani , Kiss, Mägo de Oz, Megadeth, Motörhead, Nightwish, Ramones, Red Hot Chili Peppers, Scorpions, Sex Pistols, Simple Minds, Slipknot, Sonata Arctica, Soulfly, Tarja Turunen, The Cult, The Rasmus e Van Halen.
Para os grupos nacionais é algo emblemático, já que encher "o Obras" é um sinônimo de sucesso, como foi o caso de Andrés Calamaro, Charly García, Serú Girán, Spinetta, La Renga, Patricio Rey y sus Redonditos de Ricota, Almafuerte, Rata Blanca, Sumo, Soda Stereo e Viejas Locas.

## Galeria

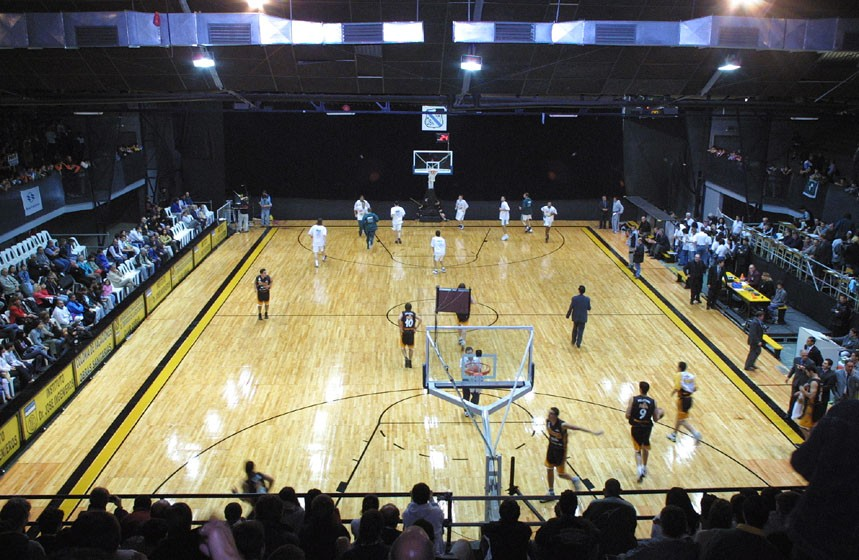
Estádio Obras durante uma partida de basquete.